# El Pescado, Hidalgo
El Pescado är en ort i Mexiko.   Den ligger i kommunen Chapulhuacán och delstaten Hidalgo, i den sydöstra delen av landet, 190 km norr om huvudstaden Mexico City. El Pescado ligger 345 meter över havet och antalet invånare är 111.
Terrängen runt El Pescado är varierad. El Pescado ligger nere i en dal. Runt El Pescado är det ganska tätbefolkat, med 60 invånare per kvadratkilometer. Närmaste större samhälle är Tamazunchale, 17,8 km nordost om El Pescado. I omgivningarna runt El Pescado växer huvudsakligen savannskog.